# General Electric CF34
CF34 – silnik turbowentylatorowy firmy General Electric, charakteryzujące się 1-stopniowym wentylatorem, wielostopniową sprężarką osiową, pierścieniową komorą spalania i 2 wałami: do układu niskiego i wysokiego ciśnienia. 

## TF34 - wersja wojskowa
TF34 powstał jako silnik do napędu samolotów A-10 Thunderbolt i S-3 Viking. Opracowany przez General Electric Aircraft Engines (obecnie GE Aviation) na przełomie lat 60. i 70. XX wieku silnik charakteryzuje się 1-stopniowym wentylatorem napędzanym przez 4-stopniową turbinę niskiego ciśnienia oraz 14-stopniową sprężarką napędzaną 2-stopniową turbiną wysokiego ciśnienia.

## CF34 - wersja cywilna
Niska głośność, wysoka trwałość i niezawodność oraz łatwość obsługi naziemnej sprawiły, że opracowano cywilny wariant silnika - CF34. Udoskonalona wersja silnika CF34-3 znalazła zastosowanie w lotnictwie regionalnym i od roku 1983 napędza jednostki 50-osobowe, jak rodzina samolotów Bombardier Regional Jet oraz Challenger.
W roku 1999, w kolejnej wersji silnika CF34-8 przebudowano sprężarkę (zmniejszając przy tym liczbę stopni do 10), zwiększając współczynnik dwuprzepływowości co dało znacznie większy ciąg i możliwość zastosowania w samolotach 70-osobowych, np. Embraer E170/175 z rodziny E-Jet.
W najnowszym wariancie silnika CF34-10 całkowicie zmieniono filozofię przepływu: w sekcji wysokiego ciśnienia zamontowano 9-stopniową sprężarkę napędzaną 1-stopniową turbiną. Za wentylatorem wprowadzono 3-stopniową sprężarkę niskiego ciśnienia (tzw. booster), nie występującą w poprzednich wersjach. Zmiany zaowocowały znacznym wzrostem ciągu i możliwością napędzania jednostek przeznaczonych dla 100 pasażerów, np. Embraer E190/195. Przy projektowaniu silnika wykorzystano zaawansowane technologie znane z innych linii silnikowych, m.in. GE90, CF6 i - przede wszystkim - CFM56.
Kluczowymi cechami silnika CF34-10 są:
- wydłużona cięciwa łopaty wentylatora o większej odporności na uderzenie, pozwalająca na uzyskanie wyższych ciągów
- zmienna geometria łopatek kierownic sprężarek wzdłuż całej drogi ruchu powietrza w silniku, umożliwiająca wysoce wydajny przepływ, bez strat ciśnienia, a w związku z tym: lepsze spalanie paliwa i korzystniejsze temperatury spalania
- wysoce odporna pojedyncza komora spalania, cechująca się niską emisją gazów, spełniającą najbardziej restrykcyjne normy
- jeden stopień turbiny wysokiego ciśnienia dla zmniejszenia kosztów serwisu
- stożkowa dysza wyrzutowa, zmniejszająca głośność silnika

Silnik wszedł do służby w roku 2005.

## Specyfikacja techniczna
| model silnika | l. stopni wentylatora / kompresora | l. stopni turbin ciśnienia wysokiego / niskiego | ciąg max. n.p.m. [lbf] | spręż przy ciągu max. | średnica zewnętrzna [in] | długość całkowita [in] | masa sucha [lbm] | zastosowanie                           |
| ------------- | ---------------------------------- | ----------------------------------------------- | ---------------------- | --------------------- | ------------------------ | ---------------------- | ---------------- | -------------------------------------- |
| TF34-GE-100   | 1 / 14                             | 2 / 4                                           | 9 065                  | 21:1                  | 49                       | 100                    | 1 440            | Fairchild-Republic A-10 Thunderbolt II |
| TF34-GE-400A  | 1 / 14                             | 2 / 4                                           | 9 275                  | 21:1                  | 52                       | 100                    | 1 478            | Lockheed S-3 Viking                    |
| CF34-3A       | 1 / 14                             | 2 / 4                                           | 9 220                  | 21:1                  | 49                       | 103                    | 1 625            | Bombardier CL601                       |
| CF34-3A1      | 1 / 14                             | 2 / 4                                           | 9 220                  | 21:1                  | 49                       | 103                    | 1 625            | Bombardier CRJ-100                     |
| CF34-3B/B1    | 1 / 14                             | 2 / 4                                           | 9 220                  | 21:1                  | 49                       | 103                    | 1 670            | Bombardier CL604 i CRJ-200             |
| CF34-8C1      | 1 / 10                             | 2 / 4                                           | 13 790                 | 28:1                  | 52                       | 128                    | 2 408            | Bombardier CRJ-700                     |
| CF34-8C5      | 1 / 10                             | 2 / 4                                           | 14 510                 | 28,5:1                | 52                       | 128                    | 2 451            | Bombardier CRJ-900                     |
| CF34-8E       | 1 / 10                             | 2 / 4                                           | 14 510                 | 28,5:1                | 53,4                     | 121,2                  | 2 600            | Embraer E170/175                       |
| CF34-10A      | 1 / 3+9                            | 1 / 4                                           | 18 285                 | 29:1                  | 57                       | 90                     | 3 700            | ACAC ARJ21 Advanced Regional Jet       |
| CF34-10E      | 1 / 3+9                            | 1 / 4                                           | 20 000                 | 29:1                  | 57                       | 145,5                  | 3 700            | Embraer E190/195                       |